# Sphingonotus atropurpureus
Sphingonotus atropurpureus är en insektsart som beskrevs av Boris Petrovich Uvarov 1930. Sphingonotus atropurpureus ingår i släktet Sphingonotus och familjen gräshoppor. Inga underarter finns listade i Catalogue of Life.